# فرودگاه مقطقه‌ای راسل‌ویل
فرودگاه مقطقه‌ای راسل‌ویل (به انگلیسی: Russellville Regional Airport) یک فرودگاه همگانی بهره‌برداری هوایی است که یک باند فرود آسفالت دارد و طول باند آن ۱۵۵۳ متر است. این فرودگاه در شهر راسلویل، آرکانزاس کشور ایالات متحده آمریکا قرار دارد و در ارتفاع ۱۲۳ متری از سطح دریا واقع شده است.